# Юшків Ріг
Ю́шків Ріг (у 1924—2016 роках — Петрівське) — село в Україні, в Таращанській міській громаді Білоцерківського району Київської області. Населення становить 731 осіб.

## Географія
У селі бере початок річка Юшків Ріг

## Історія
Перша згадка про село з'являється в історичних довідках, датованих 1637—1639 рр.
З часу заснування до 1793 року у складі Брацлавського воєводства Великого князівства Литовського (до 1569) та Речі Посполитої.
З 1793 по 1795 роки у складі П'ятигірського повіту Брацлавського намісництва.
З 1795 року село деякий час було адміністративним центром та належало до Юшковорізької волості Таращанського повіту Київської губернії.
В 1924 р. село було перейменоване на честь Петровського Г. І.
У 1929 р. було створено комнезам, члени якого організували два колгоспи — ім. Петровського та «Радянська нива».
Під час штучного Голодомору 1932-33 рр. лише за архівними даними встановлено 605 прізвищ померлих від голоду.
19 травня 2016 року відновлено історичну назву села.

## Визначні місця
- Церква з 1778 року[1].

## Особистості
- Андрієвський Костянтин Андрійович (1897, Юшків Ріг, Таращанський повіт, Київська губернія  — 22 листопада 1921, Базар, Народицький  район, Житомирська область); — воїн Армії УНР, учасник Другого Зимового походу, розстріляний більшовиками під Базаром 22 листопада 1921 р.[2][3]
- Луб'яний Василь Онуфрійович (1896, Юшків Ріг, Таращанський повіт, Київська губернія — 22 листопада 1921, Базар, Народицький  район, Житомирська область) — воїн Армії УНР, учасник Другого Зимового походу, розстріляний більшовиками під Базаром 22 листопада 1921 р.[2][3]
- Комаха Антон Никифорович (1914 — ?) — кандидат педагогічних наук, доцент, перший завідувач кафедри математики Рівненського державного педагогічного інституту.